# (1643) Brown
(1643) Brown – planetoida z grupy pasa głównego asteroid okrążająca Słońce w ciągu 3 lat i 339 dni w średniej odległości 2,49 au. Została odkryta 4 września 1951 roku w Landessternwarte Heidelberg-Königstuhl w Heidelbergu przez Karla Reinmutha. Nazwa planetoidy pochodzi od Ernesta Williama Browna, amerykańskiego astronoma brytyjskiego pochodzenia. Przed nadaniem nazwy planetoida nosiła oznaczenie tymczasowe (1643) 1951 RQ.